# Herbert A. David
Herbert Aron David (* 19. Dezember 1925 in Berlin; † 14. Juli 2014 in Columbia, Maryland) war ein US-amerikanischer Statistiker.

## Leben
Herbert Aron David wurde in Berlin in eine jüdische Familie geboren und verbrachte seine Kindheit in Düsseldorf. Nach den Novemberpogromen 1938 emigrierte seine Familie nach Australien. David machte an der Universität Sydney 1947 seinen Bachelor in Mathematik, ehe er 1949 nach London zog, um am University College London seinen Ph.D. in Statistik zu erlangen. Dort arbeitete er auch zusammen mit Herman Otto Hartley an Ordnungsstatistiken. Ab 1953 arbeitete David bei der Commonwealth Scientific and Industrial Research Organisation in Sydney. Ab 1955 lehrte er Statistik an der Universität Melbourne, ehe er ab 1957 Professor für Statistik an der Virginia Polytechnic Institute and State University war. An der University of North Carolina war er dann ab 1964 als Professor für Biostatistik tätig, bevor er ab 1972 an der Iowa State University lehrte.
David war Mitglied der American Statistical Association, der American Association for the Advancement of Science, des Institute of Mathematical Statistics und des International Statistical Institute. Er veröffentlichte im Laufe seiner Karriere mehr als 125 wissenschaftliche Publikationen. Der David-Hartley-Pearson-Test ist nach ihm, Herman Otto Hartley und Egon Pearson benannt.